# Joseph Joffo
Joseph Joffo, född 2 april 1931 i Paris, död 6 december 2018 i Saint-Laurent-du-Var i Alpes-Maritimes, var en fransk författare. Joffo var av judisk härkomst, och är mest känd för sin självbiografiska roman Kulpåsen (Un Sac de Billes, 1973), om hans och familjens flykt undan judehatet under den tyska ockupationen av Frankrike under andra världskriget. 
Joseph Joffo arbetade som frisör, liksom hans far hade gjort, och brukade prata med sina kunder om sina minnen från kriget, när en av dem en dag tyckte att han skulle skriva en bok om dem. Joffo var först tveksam, men satte sig till slut ner och skrev. Resultatet blev hans debutroman, Kulpåsen.